# Pseudopsodos cupreata
Pseudopsodos cupreata là một loài bướm đêm trong họ Geometridae.